# Luxemburgs voetbalelftal in 1994
Het Luxemburgs voetbalelftal speelde in totaal vier interlands in het jaar 1994, waaronder drie wedstrijden in de kwalificatiereeks voor de EK-eindronde 1996 in Engeland. De nationale selectie stond voor het negende jaar op rij onder leiding van bondscoach Paul Philipp. Op de in 1993 geïntroduceerde FIFA-wereldranglijst zakte Luxemburg in 1994 van de 111de (januari 1994) naar de 128ste plaats (december 1994).

## Balans
| Wedstrijden | Wedstrijden | Wedstrijden | Wedstrijden | Doelpunten | Doelpunten | Doelpunten | Punten |
| Gespeeld    | Winst       | Gelijk      | Verlies     | Voor       | Tegen      | Saldo      | Punten |
| ----------- | ----------- | ----------- | ----------- | ---------- | ---------- | ---------- | ------ |
| 4           | 0           | 0           | 4           | 1          | 13         | –12        | 0.000  |

## Interlands
|                                                     |                 |       |                                            |                                                                                         |
| 23 maart Vriendschappelijk № 394 «onderlinge duels» | Luxemburg       | 1 – 2 | Marokko                                    | Stade Josy Barthel, Luxemburg Toeschouwers: 4.936 Scheidsrechter: Didier Pauchard (FRA) |
| 23 maart Vriendschappelijk № 394 «onderlinge duels» | Thomas Wolf 72' |       | 45' Larbi Hababi 90' Abdelkrim El Hadrioui | Stade Josy Barthel, Luxemburg Toeschouwers: 4.936 Scheidsrechter: Didier Pauchard (FRA) |

|                                                                |           |                                                                  |           |                                                                                     |
| 7 september EK-kwalificatie № 395 «onderlinge duels» 20:15 uur | Luxemburg | 0 – 4                                                            | Nederland | Stade Josy Barthel, Luxemburg Toeschouwers: 8.120 Scheidsrechter: Alan Snoddy (NIR) |
| 7 september EK-kwalificatie № 395 «onderlinge duels» 20:15 uur |           | 23' Bryan Roy 65' Ronald de Boer 67' Ronald de Boer 90' Wim Jonk |           | Stade Josy Barthel, Luxemburg Toeschouwers: 8.120 Scheidsrechter: Alan Snoddy (NIR) |

|                                                               |                                                |       |           |                                                                                  |
| 12 oktober EK-kwalificatie № 396 «onderlinge duels» 19:00 uur | Wit-Rusland                                    | 2 – 0 | Luxemburg | Dinamo Stadion, Minsk Toeschouwers: 6.549 Scheidsrechter: Richard O'Hanlon (IRL) |
| 12 oktober EK-kwalificatie № 396 «onderlinge duels» 19:00 uur | Miroslav Romaschenko 67' Sergei Gerasimets 76' |       |           | Dinamo Stadion, Minsk Toeschouwers: 6.549 Scheidsrechter: Richard O'Hanlon (IRL) |

|                                                                |                                                                                    |       |           |                                                                             |
| 14 december EK-kwalificatie № 397 «onderlinge duels» 20:15 uur | Nederland                                                                          | 5 – 0 | Luxemburg | De Kuip, Rotterdam Toeschouwers: 26.000 Scheidsrechter: Daniel Roduit (SUI) |
| 14 december EK-kwalificatie № 397 «onderlinge duels» 20:15 uur | Youri Mulder 7' Bryan Roy 17' Wim Jonk 40' Ronald de Boer 52' Clarence Seedorf 90' |       |           | De Kuip, Rotterdam Toeschouwers: 26.000 Scheidsrechter: Daniel Roduit (SUI) |

## FIFA-wereldranglijst
| JAN | FEB | MAR | APR | MEI | JUN | JUL | AUG | SEP | OKT | NOV | DEC |
| --- | --- | --- | --- | --- | --- | --- | --- | --- | --- | --- | --- |
| 111 | 111 | 116 | 113 | 111 | 117 | 116 | 116 | 120 | 126 | 129 | 128 |

## Statistieken
| Paul Koch         | 1966-06-07 | CS Grevenmacher  | 4 | 0 | 0 | 11 | 0 |
| Verdediging       |            |                  |   |   |   |    |   |
| Thomas Wolf       | 1963-01-28 | CS Grevenmacher  | 4 | 0 | 1 | 17 | 2 |
| Marc Birsens      | 1966-09-17 | Union Luxembourg | 4 | 0 | 0 | 26 | 0 |
| Ralph Ferron      | 1972-05-13 | Avenir Beggen    | 4 | 0 | 0 | 6  | 0 |
| Jeff Strasser     | 1974-10-05 | FC Metz          | 4 | 0 | 0 | 6  | 0 |
| Carlo Weis        | 1958-12-04 | Avenir Beggen    | 4 | 0 | 0 | 71 | 1 |
| Jean Vanek        | 1969-01-19 | Avenir Beggen    | 0 | 1 | 0 | 1  | 0 |
| Middenveld        |            |                  |   |   |   |    |   |
| Manuel Cardoni    | 1972-09-22 | Jeunesse Esch    | 4 | 0 | 0 | 7  | 0 |
| Luc Holtz         | 1969-06-14 | Avenir Beggen    | 4 | 0 | 0 | 12 | 0 |
| Joël Groff        | 1968-09-11 | Union Luxembourg | 3 | 0 | 0 | 21 | 0 |
| Guy Hellers       | 1964-10-10 | Standard Luik    | 2 | 0 | 0 | 43 | 1 |
| Jeff Saibene      | 1968-09-13 | FC Monthey       | 2 | 0 | 0 | 21 | 0 |
| Dany Theis        | 1967-09-11 | Jeunesse Esch    | 0 | 2 | 0 | 4  | 0 |
| Marc Thomé        | 1963-11-04 | CS Grevenmacher  | 0 | 1 | 0 | 10 | 0 |
| Aanval            |            |                  |   |   |   |    |   |
| Robert Langers    | 1960-08-01 | Eintracht Trier  | 3 | 0 | 0 | 54 | 5 |
| Stefano Fanelli   | 1969-10-20 | F91 Dudelange    | 2 | 0 | 0 | 4  | 1 |
| Patrick Morocutti | 1968-02-19 | CS Hobscheid     | 0 | 3 | 0 | 17 | 0 |
| Vito Marchione    | 1971-12-16 | CS Grevenmacher  | 0 | 1 | 0 | 1  | 0 |

FLF · A-internationals · Bondscoaches · Statistieken · Luxemburgs vrouwenelftal · Luxemburg U21 · Luxemburg U19 · Luxemburg U18 · Luxemburg U17 · Luxemburg U16
1911 – 1919 ·
1920 – 1929 ·
1930 – 1939 ·
1940 – 1949 ·
1950 – 1959 ·
1960 – 1969 ·
1970 – 1979 ·
1980 – 1989 ·
1990 – 1999 ·
2000 – 2009 ·
2010 – 2019 ·
2020 − 2029
OS 1920 · 
OS 1924 · 
OS 1928 · 
OS 1936 · 
OS 1948 · 
OS 1952
1911 · 
1912 · 
1913 · 
1914 · 
1915 · 1916 · 1917 · 1918 · 1919 · 
1920 · 
1921 · 1922 · 1923 · 
1924 · 
1925 · 1926 · 
1927 · 
1928 · 
1929 · 1930 · 1931 · 1932 · 1933 · 
1934 · 
1935 · 
1936 · 
1937 · 
1938 · 
1939 · 
1940 · 
1941 · 1942 · 1943 · 1944 · 
1945 · 
1946 · 
1947 · 
1948 · 
1949 · 
1950 · 
1952 · 
1952 · 
1953 · 
1954 · 
1955 · 
1956 · 
1957 · 
1958 · 
1959 · 
1960 · 
1961 · 
1962 · 
1963 · 
1964 · 
1965 · 
1966 · 
1967 · 
1968 · 
1969 · 
1970 · 
1971 · 
1972 · 
1973 · 
1974 · 
1975 · 
1976 · 
1977 · 
1978 · 
1979 · 
1980 · 
1981 · 
1982 · 
1983 · 
1984 · 
1985 · 
1986 · 
1987 · 
1988 · 
1989 · 
1990 · 
1991 · 
1992 · 
1993 · 
1994 · 
1995 · 
1996 · 
1997 · 
1998 · 
1999 · 
2000 · 
2001 · 
2002 · 
2003 · 
2004 · 
2005 · 
2006 · 
2007 · 
2008 · 
2009 · 
2010 · 
2011 · 
2012 · 
2013 · 
2014 · 
2015 ·
2016 ·
2017 ·
2018 ·
2019 ·
2020 ·
2021
Afghanistan ·
Albanië ·
Algerije ·
Armenië ·
Azerbeidzjan ·
België ·
Bosnië en Herzegovina ·
Brazilië ·
Bulgarije ·
Canada ·
Cyprus ·
DDR ·
Denemarken ·
(West-)Duitsland ·
Egypte ·
Engeland ·
Estland ·
Faeröer ·
Finland ·
Frankrijk ·
Gambia ·
Georgië ·
Griekenland ·
Hongarije ·
Ierland ·
IJsland ·
Israël ·
Italië ·
Japan ·
Joegoslavië ·
Kaapverdië ·
Kameroen ·
Kazachstan ·
Letland ·
Liechtenstein ·
Litouwen ·
Madagaskar ·
Malta ·
Marokko ·
Mexico ·
Moldavië ·
Montenegro ·
Myanmar ·
Nederland ·
Nigeria ·
Noord-Ierland ·
Noord-Macedonië ·
Noorwegen ·
Oekraïne ·
Oostenrijk ·
Polen ·
Portugal ·
Qatar ·
Roemenië ·
Rusland ·
San Marino ·
Saoedi-Arabië ·
Schotland ·
Senegal ·
Servië ·
Servië en Montenegro ·
Slovenië ·
Slowakije ·
Sovjet-Unie ·
Spanje ·
Thailand ·
Togo ·
Tsjechië ·
Tsjecho-Slowakije ·
Turkije ·
Uruguay ·
Verenigde Staten ·
Wales ·
Wit-Rusland ·
Zuid-Korea ·
Zweden ·
Zwitserland